# 바바라 허시의 공황 시대
바바라 허시의 공황 시대(Boxcar Bertha)는 미국에서 제작된 마틴 스콜세지 감독의 1972년 드라마 영화이다. 바바라 허쉬 등이 주연으로 출연하였고 로저 코먼 등이 제작에 참여하였다.

## 출연

### 주연
- 바바라 허쉬

### 조연
- 데이빗 캐러딘
- 베리 프리머스
- 베니 케이시
- 존 캐러딘

## 제작진
- 프로듀서: 폴 랩
- 협력프로듀서: 줄리 코먼
- 의상: 밥 모즈